# Netschajannyje radosti
Netschajannyje radosti (russisch Нечаянные радости, übersetzt „Unabsichtliche Freuden“; 1972–1974) ist ein unvollendeter sowjetischen Spielfilm von Kinoregisseur Rustam Chamdamow. Die Hauptrollen im Film spielten Jelena Solowei, Natalja Leble und Emmanuil Witorgan. Das Drehbuch basiert auf der Biografie der russischen Schauspielerin Wera Cholodnaja.

## Entstehungs- und Editionsgeschichte
Theater- und Filmregisseur Andrei Michalkow-Kontschalowski begann mit dem Schreiben des Drehbuchs für einen Comedy-Retro-Film namens „Netschajannyje radosti“ mit Dichter und Drehbuchautor Gennadi Schpalikow für die Schauspielerin Inna Gulaja, die Wera Cholodnaja ähnlich sah. Zum Ende schrieb Michalkow-Kontschalowski das Drehbuch mit Friedrich Gorenstein. Als Filmregisseur schlug Michalkow-Kontschalowski dem Generaldirektor von Mosfilm, Nikolai Sisow, den WGIK-Absolventen Rustam Chamdamow vor. Die Dreharbeiten zum Film fanden von 1972 bis 1974 in Lwiw statt. Chamdamow hat den Film jedoch nach eigenen, in Zusammenarbeit mit Jewgeni Charitonow geschriebenen Drehbuch, gedreht.
Weil der Film mit dem von Michalkow-Kontschalowski und Gorenstein verfassten Drehbuch nicht übereinstimmte, wurde das Drehmaterial des Films auf Anweisung der Führung von Mosfilm zerstört. Filmoperator Ilja Minkowezki rettete eine Teil des Materials, die es nicht in die Vollversion des Films schaffte. Es sind drei Filmszenen erhalten geblieben: „Die Geschichte von Regisseur Ossip Prokudin-Gorski“, „Das Gespräch auf der Treppe“ und „Das Gespräch auf der Straße“. Später gingen diese Fragmente in Chamdamows ersten fertigen Spielfilm „Anna Karamazoff“ (1991) ein, in dem sie als «Film im Film» gezeigt werden.
Um den Film zu retten, übergab Michalkow-Kontschalowski die Filmregie seinem Bruder Nikita Michalkow. Im Jahr 1975 wurde der ursprüngliche Film mit dem Titel „Sklavin der Liebe“ neu aufgenommen. Die Hauptrolle im neuen Film wurde erneut von Jelena Solowei gespielt.

## Inhalt
Die Ereignisse des Russischen Bürgerkriegs erlauben es dem Filmteam aus Moskau nicht, den Stummfilm „Sklavin der Liebe“, der auf der Krim stattfindet, weiter zu drehen. Die Hauptrolle im Film von Regisseur Ossip Prokudin-Gorski (Emmanuil Witorgan) sollte der Filmstar Wera Nikolajewna (Jelena Solowei) spielen, die zwei Zwillingskinder hat und ihre Schwester Nadeschda Nikolajewna (Natalja Leble) sehr ähnlich ist. Während einer Zwangspause wandern die Schauspieler in Kostümen vergangener Jahrhundert durch das Studio. Regisseur Prokudin-Gorski sammelt Teppiche, interessiert sich für Mystik, insbesondere für die Philosophie von Georges Gurdjieff, und träumt davon, Russland zu retten. Ein alter Mann, der Teppiche repariert, erzählt ihm eine Legende über einen magischen Teppich, der dem Königreich für hundert Jahre Frieden und Wohlstand schenken kann, wenn das Blut eines unschuldigen Menschen darauf vergossen wird. Dieser Teppich gehörte früher dem Emir von Buchara, ist aber jetzt auf der Krim und kann getroffen werden. Zusammen mit seinen Schwestern kauft Prokudin-Gorsky einen Teppich von einer Fischhändlerin (Tatjana Samoilowa) und erzählt, dass er einen Teppich auf dem Schlachtfeld legen will, um den Bruderkrieg zu stoppen. Wera und Nadeschda weigern sich zunächst, an die Legende zu glauben, aber Prokudin-Gorsky schafft es, sie zu überzeugen und einen Bekannten den weißen General Grischin-Almasow zu bitten, den Teppich zum Schlachtfeld zu tragen. Dort stirbt Prokudin-Gorski unter Säbelschlägen und fällt auf den Teppich, aber der Krieg hört nicht auf. Während der Beerdigung kommt es zu einem Streit der Schwestern, Wera Nikolaevna hat ein Nervenfieber und stirbt bald auch. Wera schneidet den Teppich in zwei Teile und begräbt sie in den Gräbern von Prokudin-Gorski und Wera.
Nadeschda nimmt die Kinder mit und beschließt, nach Moskau zurückzukehren. Als der Zug an einer zerstörten Filmfabrik entlang der Küste fährt, sehen sie eine Frau (Tatjana Samoilowa), die sich ins Studio geschlichen hat und sich als Diana-Jägerin verkleidet hat. Die Frau klettert auf einen Felsen und lässt einen Pfeil in Richtung Sonne fallen. In fast zwanzig Jahren beginnt Chamdamows nächster Film «Anna Karamazoff» von einer ähnlichen Szene.
Die Titel des Films waren eine Anspielung auf eine Inschrift zu Vladimir Nabokovs Roman „Die Gabe“ und sahen folgendermaßen aus:
- KÖNIG — KÖNIGIN
- SCHWAN — VOGEL
- ROSE — BLUME
- RUSSLAND — VATERLAND
- TOD — UNVERMEIDLICH[7][8]